# Thoroughly Modern Millie (Musical)

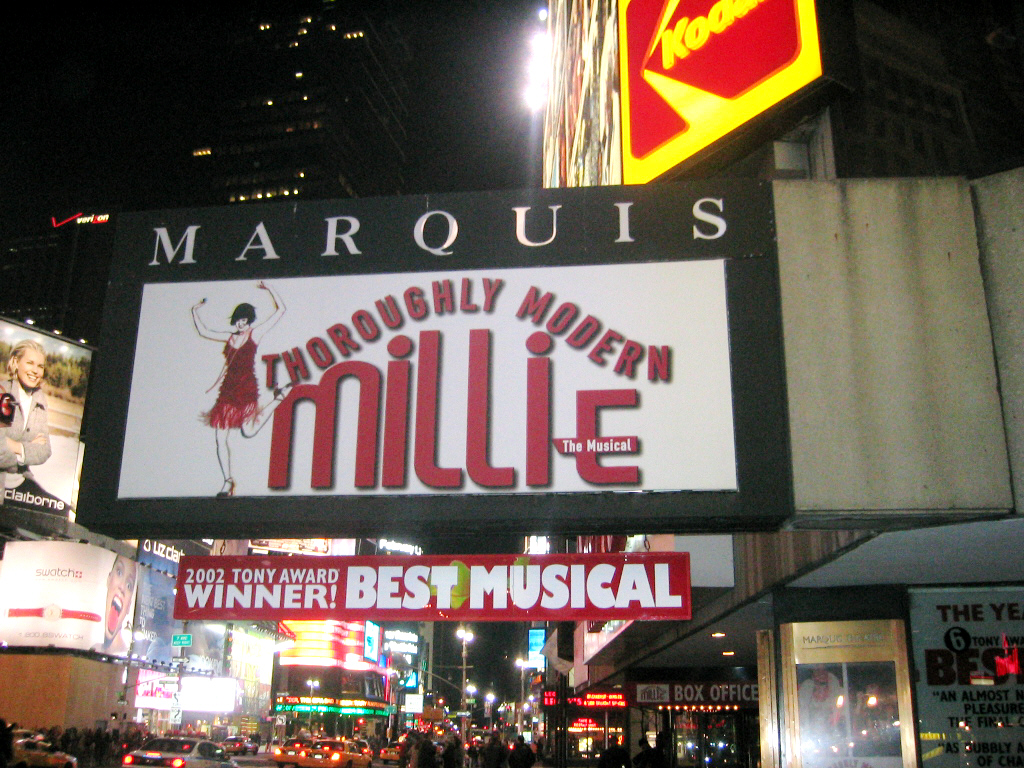
Thoroughly Modern Millie im Marquis Theatre, New York (2003)

Thoroughly Modern Millie ist ein Musical, das auf dem gleichnamigen Film Thoroughly Modern Millie (deutsch: Modern Millie – Reicher Mann gesucht) aus dem Jahr 1967 basiert. Es erzählt die Geschichte der jungen Millie Dillmount, die aus einer Kleinstadt nach New York City kommt, um dort einen reichen Mann zu finden, der sie heiraten möchte. Es kombiniert neue Musikstücke mit bereits vorhandenen Titeln.

## Musiktitel
1. Akt
- Ouvertüre – Orchester
- Not for the Life of Me – Millie
- Thoroughly Modern Millie – Millie und Ensemble (Musik: Jimmy Van Heusen, Text: Sammy Cahn, 1967)
- Not for the Life of Me – Millie und die Hotel Girls
- How the Other Half Lives – Millie und Miss Dorothy
- How the Other Half Lives (Reprise) – Millie und Miss Dorothy
- Not for the Life of Me (Reprise) – Bun Foo und Ching Ho
- The Speed Test – Trevor Graydon, Millie, Stenographen, Büroangestellte (Musik: „My Eyes Are Fully Open“ von „Gilbert und Sullivan“)
- They Don't Know – Mrs. Meers
- The Nuttycracker Suite – (basierend auf „Der Nussknacker“ von „Peter Tschaikowski“)
- What Do I Need with Love? – Jimmy
- Only in New York – Muzzy
- Jimmy – Millie (Musik: Jay Thompson und Jeanine Tesori, Text: Jay Thompson (1967) und Dick Scanlan)

2. Akt
- Entr'acte – Orchester
- Forget About the Boy – Millie, Miss Flannery, weibliche Büroangestellte, Stenographen
- Ah! Sweet Mystery of Life / Falling in Love with Someone – Trevor Graydon and Miss Dorothy (Musik: Victor Herbert, Text: Rida Johnson Young, von „Naughty Marietta“)
- I Turned the Corner / Falling in Love with Someone (Reprise) – Millie, Jimmy, Miss Dorothy, Trevor Graydon
- Muqin – Mrs. Meers, Bun Foo, Ching Ho (basierend auf „My Mammy“, Musik: Walter Donaldson, Text: Sam M. Lewis, Joe Young, Walter Donaldson)
- Long as I'm Here with You – Muzzy und Muzzy's Boys
- Gimme Gimme – Millie
- The Speed Test (Reprise) – Millie, Trevor Graydon, Jimmy
- Ah! Sweet Mystery (Reprise) – Miss Dorothy and Ching Ho
- Thoroughly Modern Millie (Reprise) – Ensemble

## Aufführungen
- 18. April 2002 – 20. Juni 2004: Marquis Theater, Broadway, New York City
- 21. Oktober 2003 – 26. Juni 2004: Shaftesbury Theater, London (Previews ab 11. Oktober 2003)
- 26. Oktober 2018 – 18. Dezember 2018: Theater Hof (Deutschsprachige Erstaufführung)[1]

## Tonträger
- Thoroughly Modern Millie – Original Broadway Cast Recording (RCA Victor 2002)